# Eduardo Cirilo Carmona Ortega
Eduardo Cirilo Carmona Ortega (Ciudad de México, 18 de marzo de 1959) es un sacerdote y obispo mexicano que se desempeña como 2° obispo de Córdoba.

## Biografía

### Sacerdocio
Se ha desempeñado como sacerdote en la Diócesis de Tacámbaro en Michoacán. 

## Episcopado

### Obispo de Puerto Escondido
Fue nombrado obispo de la diócesis de Puerto Escondido en Oaxaca por el papa Juan Pablo II, y estuvo en este cargo de 2003 a 2012. 

### Obispo de Parral
Fue nombrado por el papa Benedicto XVI como segundo obispo de la Diócesis de Parral en Chihuahua hasta el 6 de noviembre de 2019. 

### Obispo en Córdoba
Fue nombrado por el papa Francisco obispo coadjutor de la diócesis de Córdoba en Veracruz y a partir del 4 de julio de 2020 es el obispo titular de esta misma diócesis.